# Júlia, a Jovem
Júlia, a Jovem (em latim: Julia Caesaris Minor; 19 a.C. - c. 29 (47 anos)), também chamada de Julila ("pequena Júlia") e Vipsânia Júlia Agripina, foi uma nobre romana da Dinastia júlio-claudiana. Ela era filha de Marco Vipsânio Agripa com Júlia, a Velha, a filha do imperador Augusto. Juntamente com sua irmã, Agripina, a Velha, Júlia foi criada e educada pelo avô materno e sua esposa, Lívia Drusa.
Júlia era também cunhada, enteada e nora de Tibério, tia materna de Calígula e da imperatriz Agripina, a Jovem, prima de segundo grau de Cláudio e tia-avó materna de Nero.

## Biografia
Por volta de 5 ou 6 a.C., Augusto arrumou-lhe um casamento com Lúcio Emílio Paulo, que era seu parente, ambos netos de Escribônia: a mãe de Júlia era filha dela com Augusto; a de Paulo, Cornélia Cipião, filha dela de um casamento anterior com Públio Cornélio Cipião Salvito.
O casal teve duas filhas, Emília Lépida e Júlia Paula, e  possivelmente, um filho, Marco Emílio Lépido (embora este possa também ter sido filho de Marco Emílio Lépido). De acordo com Suetônio, Júlia construiu uma grande e pretensiosa casa de campo, o que desagradou Augusto, que mandou que ela fosse demolida.
Em 8, de acordo com os historiadores antigos, Júlia foi exilada por ter cometido o adultério com Décimo Júnio Silano, um senador romano. Ela foi enviada para as Ilhas Tremiti, uma pequena ilha italiana, onde deu à luz um filho. Augusto rejeitou a criança e ordenou que ela fosse exposta (deixada para morrer). Silano se exilou voluntariamente, mas voltou depois durante o reinado de Tibério.
Em algum momento entre 1 e 14, Paulo foi executado como conspirador numa revolta. Os historiadores modernos especulam que o exílio de Júlia não teria sido por conta de um adultério e sim pelo seu envolvimento nesta revolta. Lívia, defendendo seus filhos (Tibério e Druso), seria a responsável por destruir a família de Júlia, a Velha, a filha de Augusto com sua esposa anterior, Escribônia, segundo alguns escritores. Em 29, Júlia morreu ainda presa na ilha para onde havia sido enviada vinte anos antes. Por conta da acusação de adultério, Augusto declarou em seu testamento que Júlia jamais deveria ser enterrada em Roma. Ela deixou suas filhas, possivelmente um filho e nove netos.

## Variantes pouco habituais de seu nome
Júlia, a Jovem, não nasceu Júlia César: sendo filha de Marcos Vipsânio Agripa, ela seria uma "Vipsânia Agripina", embora não existam fontes antigas que demonstrem que ela tenha alguma vez sido chamada assim. Ela passou a pertencer à Dinastia júlio-claudiana depois de ter sido criada pelo avô materno Augusto. Além disso, Augusto adotou Tibério como seu filho (e herdeiro) e ele se casou com Júlia, a Velha, filha biológica de Augusto. Ele se tornou assim uma espécie de avô paterno dos filhos de Júlia, a Velha, também, incluindo Júlia, a Jovem. Uma adoção formal "na família dos Júlio Césares" entre os filhos de Agripa e Júlia, a Velha, é, contudo, relatada apenas no caso dos irmãos de Vipsânia Júlia, Caio — daí Caio César — e Lúcio — daí Lúcio César. Sua irmã mais nova, Agripina, a Velha, e seu irmão mais novo, Agripa Póstumo, foram batizados em homenagem ao pai biológico. Da mesma forma, as meio-irmãs mais velhas dela, Vipsânia Agripina e Vipsânia Marcela. Seu meio-irmão mais novo, que não foi nomeado nas fontes antigas, foi posteriormente chamado de Tiberilo, homenageando o pai, Tibério, e morreu jovem.